# Johan Brolenius
Johan Brolenius (* 7. Juni 1977 in Örebro) ist ein ehemaliger schwedischer Skirennläufer. Er war auf die Disziplin Slalom spezialisiert. Derzeit ist er Techniktrainer des schwedischen Skiverbandes.

## Biografie
Brolenius startete seine Karriere bei FIS-Rennen. Durch gute Leistungen bei den FIS-Bewerben durfte er, dank des schwedischen Verbandes, im Europacup antreten. Brolenius’ Weltcup-Debüt war am 3. Januar 1998 im Slalom von Kranjska Gora, wo er sich allerdings nicht für den zweiten Durchgang qualifizieren konnte. Die ersten Weltcuppunkte erkämpfte sich der Schwede im Slalom in Kranjska Gora 1999 als 20. Den ersten Top-10-Platz erreichte er im Slalom von Chamonix 2000 mit einem neunten Platz.
Sein bestes Weltcupergebnis war der fünfte Platz beim Slalom von Zagreb am 9. Januar 2009. Seinen einzigen Top-10-Platz außerhalb des Slaloms holte er 2004 bei der Kombination in Chamonix. Er nahm 2006 an den Olympischen Spielen in Turin teil und wurde bei den Rennen in Sestriere Achter im Slalom sowie 18. in der Kombination. 1999 und 2002 wurde er Schwedischer Meister im Slalom.
Im Juni 2009 beendete Brolenius seine Karriere um professioneller Pokerspieler zu werden. Seit 2012 arbeitet er als Techniktrainer für den Schwedischen Skiverband.

## Erfolge

### Olympische Spiele
- Turin 2006: 8. Slalom, 18. Kombination

### Weltmeisterschaften
- St. Moritz 2003: 19. Slalom

### Weltcup
- 16 Platzierungen unter den besten zehn

### Europacup
- 9 Podestplätze, davon 2 Siege

### Juniorenweltmeisterschaften
- Voss 1995: 6. Slalom
- Hoch-Ybrig 1996: 7. Slalom, 10. Riesenslalom

### Weitere Erfolge
- 2 schwedische Meistertitel (Slalom 1999 und 2002)
- 19 Siege in FIS-Rennen